# Gazeta
Gazeta es una entidad de población española del municipio de Elorrio, perteneciente a la provincia de Vizcaya, en la comunidad autónoma del País Vasco.

## Toponimia
El lugar puede aparecer referido como «Gazeta» y «Gaceta».

## Historia
Hacia finales del siglo XIX, el lugar, ya por entonces perteneciente a Elorrio, tenía contabilizada una población de alrededor de ochenta habitantes. Aparece descrito en el quinto volumen del Diccionario geográfico, estadístico, histórico, biográfico, postal, municipal, marítimo y eclesiástico de España y sus posesiones de ultramar de Pablo Riera y Sans con las siguientes palabras:

GACETA.—B. agreg. al ayunt. de Elorrio, del que dista 2 k. Cuenta sobre unos 80 hab. y 21 edif., entre habitados é inhabitados.—Org. civ. Corresponde á la prov. de Vizcaya y contribuye con su ayunt. para las elecciones de diputados provinciales y las de Córtes.—Org. mil. C. G. de las Provincias Vascongadas y C. M. de Vizcaya.—Org. ecle. Pertenece á la dióc. y arciprestazgo que su ayunt.—Org. jud. Hállase adscrito al part. jud. de Durango, á la aud. de lo criminal de Bilbao y á la territ. de Búrgos.—Org. econ. Para el pago de contr. depende, con su ayunt., de la Delegacion de Hacienda de la prov.—S. púb. Recibe y emite la corr. por cn. de Bilbao á Zumárraga y car. de Elorrio.—Ob. púb. y med. de com. Se comunica con las pob. limítrofes por medio de los caminos que atraviesan su tér. municipal.—Ins. púb. La escuela se halla en la cabecera de su ayunt.—Art., of. ind. Su principal ind. es la agrícola.—Pob. Nada de particular ofrecen las casas que la forman, cuya construccion es sencilla.—Sit. geog. y top. (Véase el artículo referente á su ayunt.).
(Riera y Sans, 1883, p. 10)

En 2023, la entidad singular de población tenía empadronados 74 habitantes.